# كيبا مباي
كان كيبا مباي (بالفرنسية: Kéba Mbaye)‏ (5 آب/ أغسطس 1924 - 11 كانون الثاني/ يناير 2007) قاض سنغالي وعضوًا في اللجنة الأولمبية الدولية ومحكمة العدل الدولية وأول رئيس لـ محكمة التحكيم الرياضية CAS في لوزان سويسرا وهو الذي وضع قوانينها ونظامها الأساسي.
ولد مباي في كاولاك، السنغال الفرنسية في 5 آب/ أغسطس 1924. كان عضوا في اللجنة الأولمبية الدولية من 1973 إلى 2002. زميل خوان أنطونيو سامارانش، شغل منصب نائب رئيس اللجنة الأولمبية الدولية من عام 1988 إلى عام 1992، وعضو في المجلس التنفيذي من عام 1984 إلى عام 1988 ومن عام 1993 إلى عام 1998، ورئيس لجنة الأخلاقيات منذ عام 1999. كما شغل منصب رئيس محكمة التحكيم الرياضية، وهي أعلى محكمة رياضية وأولمبية بالعالم.
ساعد مباي في إعادة جنوب إفريقيا للحضيرة الدولية الرياضية واعادتها من المنفى الأولمبي بعد عصر الفصل العنصري. في وقت لاحق، وفي ذروة فضيحة محاولة سولت ليك سيتي، عينه سامارانش لرئاسة لجنة أخلاقيات جديدة لمراقبة سلوك زملائه أعضاء اللجنة الأولمبية الدولية. كما ترأس لجنة اللجنة الأولمبية الدولية بشأن المسائل القانونية.
عمل مباي، وهو باحث قانوني، كنائب لرئيس محكمة العدل الدولية وكان رئيسًا فخريًا للمحكمة العليا في السنغال من عام 1964 إلى عام 1982. كان مباي رئيسًا للجنة الحقوقيين الدولية من 1977 إلى 1985 ومفوضًا من 1972 إلى 1987. تشمل أعماله القانونية المنشورة حقائق العالم الأسود وحقوق الإنسان . قانون الأسرة في أفريقيا السوداء ومدغشقر ؛ وحقوق الإنسان في أفريقيا. اللجنة الأولمبية الدولية وجنوب أفريقيا، تحليل وتوضيح لسياسة رياضية إنسانية .
تزوج مباي من مارييت ديارا في عام 1950 وأنجب ثمانية أطفال. توفي في 11 كانون الثاني/ يناير 2007 في داكار ، السنغال. عند وفاته، أصدر رئيس اللجنة الأولمبية الدولية جاك روج هذا البيان: «كان كيبا مباي أحد هؤلاء الرجال الذين ميزتك إنسانيتهم وجاذبيتهم مدى الحياة. كان تفانيه في الحركة الأولمبية وقيمها ثابتًا. لقد فقدنا رجلا عظيما».

## روابط خارجية
- كيبا مباي على موقع أوليمبيديا (الإنجليزية)